# Копула
У статистиці копула або зв'язка використовується як загальний метод формулювання сукупного розподілу випадкових величин таким чином, що можна зобразити різні загальні типи залежності.

## Основна ідея
Нехай {\displaystyle X_{1}} і {\displaystyle X_{2}} — випадкові величини, функції розподілу імовірностей яких визначені на множинах {\displaystyle A} та {\displaystyle B} відповідно. Позначимо і-ту реалізацію j-ї випадкової величини як {\displaystyle x_{j}(i)}. Називатимемо функцію {\displaystyle C(X_{1},X_{2})} зростаючою за кожною зі змінних {\displaystyle X_{1}} і {\displaystyle X_{2}}, якщо для неї виконується така умова:
{\displaystyle C(x_{1}(2),x_{2}(2))+C(x_{1}(1),x_{2}(1))-C(x_{1}(2),x_{2}(1))-C(x_{1}(1),x_{2}(2))\geq 0}, коли {\displaystyle x_{j}(1)\leq x_{j}(2)};
Визначимо підкопулу {\displaystyle C(X_{1},X_{2})} як двовимірну функцію двох змінних {\displaystyle X_{1}} і {\displaystyle X_{2}}, визначену на такій множині {\displaystyle A\hbar B}, що {\displaystyle A\in [0;1]} і {\displaystyle B\in [0;1]}, з областю значень {\displaystyle [0;1]}, що задовольняє таким умовам:
1. Обмеження знизу, тобто {\displaystyle C(X_{1},X_{2})=0} , якщо {\displaystyle \exists i:X_{i}=0}
2. {\displaystyle C(X_{1},X_{2})=X_{i}}, якщо {\displaystyle \forall \neq i:X_{j}=1}
3. Зростання за кожною зі змінних.

Копула — це підкопула у разі, коли {\displaystyle A=[0;1]} і {\displaystyle B=[0;1]}. Саме на даному етапі можливо застосувати копули до моделювання спільних ймовірнісних розподілів, оскільки імовірність будь-якої випадкової величини також належить відрізку від нуля до одиниці.

## Властивості зв'язок
1. Обмеженість: {\displaystyle 0\leq C(x_{1},...,x_{k})\leq 1}.
2. Для будь-якої зв'язки виконується нерівність (границя Фреше-Хефдинга, Frechet-Hoeffding): {\displaystyle Max(0,x_{1}+x_{2}-1)\geq C(x_{1},x_{2})\geq Min(x_{1},x_{2})}.
3. Упорядкованість (домінування): зв'язка {\displaystyle C_{1}} домінує над зв'язкою {\displaystyle C_{2}}, якщо {\displaystyle \forall \ x_{1},...,x_{2}} виконується {\displaystyle C_{1}(x_{1},...,x_{k})\geq C_{2}(x_{1},...,x_{k})}.
4. {\displaystyle C(u,\;0)=C(0,\;v)=0,}
5. {\displaystyle C(u,\;1)=u;\quad C(1,\;v)=v.}

## Методи оцінки копул і вимірювання якості копула-моделей

### Параметричні (MLE, IFM)
Цей клас методів припускає параметризацію як граничних розподілів, так і зв'язки. Якщо базовий підхід — метод найбільшої правдоподібності (англ. Maximum Likelihood Estimation) передбачає максимізацію функції правдоподібності одночасно за граничними розподілами і за зв'язкою, то метод «від маргіналів» (Inference for Margin — IFM) передбачає два етапи оцінки: спочатку — параметризація граничних розподілів, потім — копули.

### Напівпараметричні (SP, CML)
Напівпараметричні методи також припускають двоетапну оцінку копули. Але на першому етапі замість оцінки граничних розподілів використовується емпіричний розподіл. На другому ж етапі відбувається параметрична оцінка копули. У роботі [Kim G., Silvapulle M., Silvapulle P. (2007)] показано, що напівпараметричний метод (SP — semi-parametric) дає більш ефективні і стійкі оцінки ніж параметричні методи у випадках, коли тип оцінюваного розподілу не відомий і, як наслідок, виникає загроза їхньої неправильної специфікації.

### Непараметричні
Серед непараметричних методів оцінки копул можна виділити підходи на основі оцінки емпіричної копули і ядерних оцінок. Перший підхід передбачає оцінку функції розподілу емпіричної копули, що відображає кількість випадків, коли реалізації випадкових величин одночасно потрапили в обрану групу розбиття нескінченного ймовірнісного простору (докладніше див. [Nelsen (2006), p. 219]).

### Критерії якості оцінки копули
Найпоширенішим критерієм вибору оптимальної копули є критерій на основі значення функції максимальної правдоподібності — критерії Акаіке (AI) і Шварца (BI). Наступними за частотою застосування є тести Колмогорова-Смирнова й Андерсона-Дарлінга. Третім є метод оцінки дистанції до емпіричної копули.

## Границі Фреше для копули
Мінімальна копула — це нижня границя для всіх копул, тільки в двовимірному випадку відповідає строго негативній кореляції між випадковими величинами:
{\displaystyle M(x,\;y)=\max(0,\;x+y-1).}
Максимальна копула — це верхня границя для всіх копул, відповідає строго позитивній кореляції між випадковими величинами:
{\displaystyle W(x,\;y)=\min(x,\;y).}

## Архімедові копули
Одна часткова проста форма копули:
{\displaystyle H(x,\;y)=\Psi ^{-1}(\Psi (F(x))+\Psi (G(y))),}
де {\displaystyle \psi } називають функцією-генератором. Такі копули називаються архімедовими. Кожна функція-генератор, що задовольняє наведеним нижче властивостям є основою для правильної копули:
{\displaystyle \Psi (1)=0;\quad \lim _{x\to 0}\Psi (x)=\infty ;\quad \Psi '(x)<0;\quad \Psi ''(x)>0.}
Копула-добуток, також називана незалежною копулою, — це копула, що не має залежностей між змінними, її функція щільності завжди дорівнює одиниці.
{\displaystyle \Psi (x)=-\ln(x);\quad H(x,\;y)=xy.}
Копула Клейтона (Clayton):
{\displaystyle \Psi (x)=x^{\theta }-1;\quad \theta \leqslant 0;\quad H(x,\;y)=(F(x)^{\theta }+G(y)^{\theta }-1)^{1/\theta }.}
Для {\displaystyle \theta =0} у копулі Клейтона випадкові величини статистично незалежні.
Підхід, заснований на функціях-генераторах, може бути розповсюджений для створення багатовимірних копул за допомогою простого додавання змінних.

## Емпірична копула
При аналізі даних із невідомим розподілом, можна побудувати «емпіричну копулу» шляхом підбору згортки таким чином, щоб граничні розподіли вийшли рівномірними. Математично це можна записати так:
{\displaystyle C_{n}\left({\frac {i}{n}},{\frac {j}{n}}\right)={\frac {1}{n}}\cdot } Число пар {\displaystyle (x,y)} таких що {\displaystyle x\leq x_{(i)}{\text{ i }}y\leq y_{(j)}\,,1\leq i\leq n,1\leq j\leq n}
де x(і) — і-та порядкова статистика x.

## Застосування
Моделювання залежностей за допомогою копул широко використовується для оцінювання фінансових ризиків. Крім того, копули також застосовувалися до задач страхування життя як гнучкий інструмент, що дозволяє моделювати тривалість життя двох і більше осіб чи час до настання певної події.
Копули було успішно використано для формування бази даних для аналізу надійності мостів і для різноманітних багатовимірних симуляцій моделей в цивільному, механічному машинобудуванні, а також будівництва у відкритому морі.